# 真鍋杏奈
真鍋 杏奈（まなべ あんな、1986年5月29日 - ）は、日本のフリーアナウンサー。ホリプロアナウンス室所属。神奈川県出身。

## 来歴
駒澤大学文学部卒業。2007年、駒澤大学ミスコン準ミスグランプリ受賞。
同2007年に横浜ベイスターズ専属ダンスチームdiana、TBS『オビラジR』番組リポーター。2008年、GAORA都市対抗野球リポーター・ヒーローインタビュアーを務める。
2011年、MRT宮崎放送に契約リポーター、キャスターとして入社。2014年、宮崎放送退社。以降、フリーアナウンサーとしてテレビ番組、CMに出演。
2019年に番組で、巨人の優勝ビールかけリポーターを務めた。
2022年からYouTube『プロ野球OBクラブチャンネル』のMCを担当。

## 人物
- 3歳の頃からクラシックバレエを始める。「娘を球団チアに入れたい」というのが父親の夢であり、その夢を叶えた。
- 趣味はスポーツ観戦、ゴルフ、マラソン。
- 特技はダンス、バトントワリング、野球スコア書き。
- 資格は漢字検定2級、英語検定2級、ベースボールエキスパート1級、サッカーエキスパート1級、朗読検定3級、アナウンス検定3級、野球知識検定5級、スポーツフードスペシャリスト、アスリートフードマイスターを所持。

## 出演

### 宮崎放送時代
- アッパレmiyazaki[2]
- 週刊アッパレくん
- DOOON!
- 東京ディズニーリゾート30周年オフィシャルサポーター
- テレビ東京『テレビチャンピオン大食い選手権』地方予選宮崎県代表

### フリー転身後

#### テレビ
- サマンサタバサゴルフレップ[3]
- 住建ハウジング専属キャスター
- J SPORTS『J SPORTS STUDIUM 野球好き』オリックス・バファローズ担当、ベンチリポーター・ヒーローインタビュアー[4]
- テレビ埼玉『高校野球ダイジェスト2015』MC
- テレビ埼玉 高校野球埼玉県大会 決勝・準決勝スタンドリポーター
- J SPORTS 社会人野球日本選手権 ベンチリポーター、ヒーローインタビュアー[5]
- JSPORTSガールズトーナメント 勝利インタビュー
- BS-TBS 『強く美しき女神たち～女子プロゴルフ』 MC
- フジテレビ系ドラマ『ON 異常犯罪捜査官 藤堂比奈子』アナウンサー役
- TBSドラマ『新しい王様』アナウンサー役
- アバランチ 第9話（2021年12月13日、カンテレ・フジテレビ系）- ニュースキャスター 役
- フジテレビ系『99人の壁』サッカーW杯直前・サッカー知識王決定戦‐芸能人の壁

#### ラジオ
- JFN PARK「石田純一のNo Socks J Life」[6]
- ラジオ日本「岩瀬惠子のスマートNEWS」スポーツ担当[7]
- ラジオ日本「ジャイアンツナイター」（JRN系列局への裏送り制作を含む）[8][9]
- ラジオ日本「東京箱根間往復大学駅伝競走」大手町リポート[10]
- ラジオ日本「週刊ジャイアン@ラジオ」中継リポーター
- ラジオ日本「ジャイアンツナイタースペシャル東京タワーで球春到来！」MC
- ラジオ日本「高校野球神奈川大会決勝」スタンドリポーター

### CM
- 江崎グリコ『Bitte』
- 東京メトロCM
- 住建ハウジングＣＭ

その他
・バスケBリーグオールスター記者会見MC
・男子ゴルフカシオワールドオープン前夜祭司会
・野球場内アナウンス